# Falling Spring
Falling Spring és una població dels Estats Units a l'estat de Virgínia de l'Oest. Segons el cens del 2000 tenia 209 habitants.

## Demografia
Segons el cens del 2000, Falling Spring tenia 209 habitants, 85 habitatges, i 57 famílies. La densitat de població era de 158,2 habitants per km².
Dels 85 habitatges en un 29,4% hi vivien nens de menys de 18 anys, en un 57,6% hi vivien parelles casades, en un 5,9% dones solteres, i en un 32,9% no eren unitats familiars. En el 27,1% dels habitatges hi vivien persones soles el 14,1% de les quals corresponia a persones de 65 anys o més que vivien soles. El nombre mitjà de persones vivint en cada habitatge era de 2,46 i el nombre mitjà de persones que vivien en cada família era de 3.
Per edats la població es repartia de la següent manera: un 21,1% tenia menys de 18 anys, un 10% entre 18 i 24, un 26,8% entre 25 i 44, un 23% de 45 a 60 i un 19,1% 65 anys o més.
L'edat mediana era de 40 anys. Per cada 100 dones de 18 o més anys hi havia 108,9 homes.
La renda mediana per habitatge era de 25.469 $ i la renda mediana per família de 25.750 $. Els homes tenien una renda mediana de 23.500 $ mentre que les dones 20.000 $. La renda per capita de la població era de 10.721 $. Entorn del 23,6% de les famílies i el 24,9% de la població estaven per davall del llindar de pobresa.

## Poblacions més properes
El següent diagrama mostra les poblacions més properes.